# Локалита Индустријале е Артиђанале (Болцано)
Локалита Индустријале е Артиђанале је насеље у Италији у округу Болцано, региону Трентино-Јужни Тирол.
Према процени из 2011. у насељу је живело 26 становника. Насеље се налази на надморској висини од 213 м.